# Hercules Seghers
Hercules Pieterszoon Seghers, född ca 1589 i Haarlem, Nederländerna, död ca 1638, var en holländsk målare och konsttryckare. Han var "den mest inspirerade, experimentelle och originelle landskapsmålaren" av sin tid och en än mer innovativ grafiker.

## Biografi

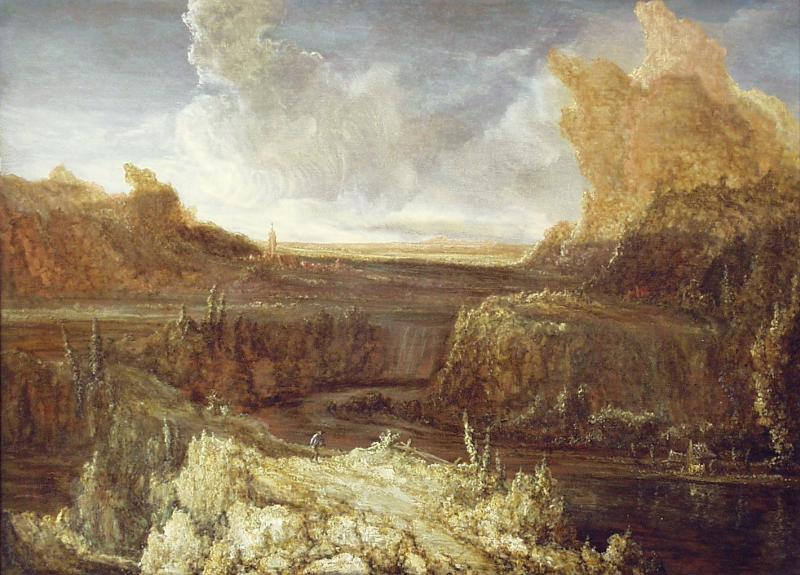
Ett imaginärt landskap av Seghers. Bredius Museum, Haag - förstördes i en brand i oktober 2007.

Seghers flyttade med föräldrarna till Amsterdam 1596. Där blev han lärling hos den ledande flamländska landskapsmålaren Gillis van Coninxloo, men hans lärlingstid avbröts förmodligen av Coninxloos död 1606. Seghers far dog 1612, varför han då återvände till Haarlem och gick med i Haarlemgillet av St. Luke. Han återvände till Amsterdam 1614 för att ta hand om en oäkta dotter, och året därpå gifte han sig med Anneke van der Brugghen från Antwerpen, som var sexton år äldre än han själv. 
År 1620 köpte han ett stort hus i Jordaan på Lindengracht, men i slutet av 1620-talet kom han i skuld, och år 1631 var tvungen att sälja huset. Från sin ateljé högst upp i huset, som revs 1912, hade han utsikt över den nyligen färdigställda Noorderkerk som finns på en av hans etsningar. Samma år flyttade han till Utrecht och började sälja konst. 
År 1633 flyttade han till Haag, där han verkar ha dött 1638, då en Cornelia de Witte nämns som änka efter en "Hercules Pieterz.". Liksom mycket annat av den detaljerade dokumentationen av Seghers liv, beror denna uppgift på den antagna sällsyntheten hos hans förnamn. Några senare källor säger att Seghers började dricka mot slutet av sitt liv och dog efter att ha fallit ner för en trappa.
Hans eftermäle stärktes av Inleyding tot de Hooge schoole der schilderkonst av Samuel van Hoogstraten som presenterade honom mera som ett romantiskt geni avant la lettre, ensam, fattig och missförstådd, huvudsakligen baserat på hans etsningar.

## Konsttryck
Segher är främst känd för sina innovativa etsningar, mestadels av landskap, som ofta tryckts på färgat papper eller tyg och är handkollorerade med färgat bläck, ofta beskurna till olika storlekar. Han använde också torrnål och en form av akvatint samt andra effekter, som att köra grova trasor genom pressen tillsammans med trycket, för att få en marmorerad effekt.
Totalt är bara 183 kända tryck bevarade från alla hans femtiofyra tryckplåtar och de flesta finns nu på museer; Rijksmuseums grafikavdelning har den bästa samlingen. Rembrandt samlade både målningar (han hade åtta stycken) och tryck av Seghers, och förvärvade en av hans originaltryckplåtar, Tobias och ängeln, som han omarbetade i sin egen Flykten till Egypten till att bestå med en stor del av landskapet. Rembrandt omarbetade också Seghers målning Bergslandskap, nu i Uffizierna, och hans landskapsstil visar ett visst inflytande från Seghers.
Segher räknas som färggrafikens uppfinnare, dock något oegentligt eftersom han efterarbetade sina färgetsningar med vatten- och oljefärg.

## Målningar

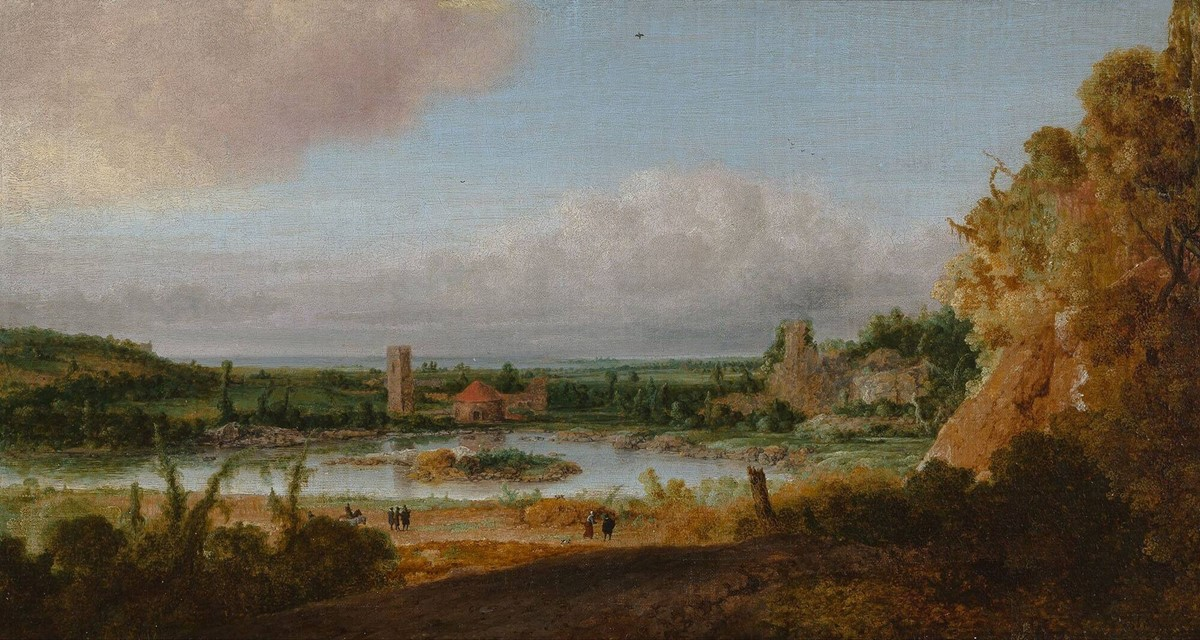
Landskap, Museum Boymans-van Beuningen, tillskriven Seghers sedan 1951.

Segher var för sina samtida förmodligen mest känd för sina målningar av landskap och stilleben. Hans målningar är också ovanliga med kanske bara femton bevarade (en förstördes i en brand i oktober 2007). Många av hans målade landskap är fantastiska bergskompositioner, medan det i hans tryck ofta är den tekniska lösningen snarare än motivet som är extrem. Hans målade landskap tenderar att visa ett brett horisontellt synsätt, med tonvikt på jorden snarare än himlen.
Förutom från Coninxloo, tog Segher intryck av den flamländska traditionen för landskapsmåleri, kanske särskilt Joos de Momper och Roelandt Savery, men också av Mannerists visionära landskapsmåleri.